# Zoë Wanamaker
Zoë Wanamaker, född 13 maj 1949 i New York i USA, är en brittisk-amerikansk skådespelare. Hon är kanske främst känd för rollen som Susan Harper i den brittiska situationskomedin Jämna plågor. Hon spelade Hercule Poirots vän Ariadne Oliver i flera episoder av Poirot och Madam Hooch i Harry Potter och de vises sten.

## Bakgrund
Wanamaker, som föddes i New York 1949, är dotter till skådespelaren, producenten och regissören Sam Wanamaker och skådespelerskan och radioprofilen Charlotte Holland. Sam Wanamaker tvingades lämna USA och bosätta sig i Storbritannien efter att ha blivit svartlistad. Familjen har rötter i Odessa i Ukraina och Wanamaker är judinna. Wanamaker har dubbelt medborgarskap; utöver det amerikanska blev hon 2000 medborgare i Storbritannien. Medborgarskapet söktes i huvudsak för att hon skulle få erhålla Order of the British Empire (CBE) av drottningen istället för ett honorum av det brittiska utrikesdepartementet.
Wanamaker är utbildad vid King Alfred School i Hampstead i London och vid Sidcot School, en internatskola i Somerset.
Wanamaker gör även rösten som Theresa, en karaktär i spelserien Fable.

## Filmografi (urval)
- 1991 – I mördarens spår (TV-serie)
- 1992–1994 – Med liv och lust (TV-serie)
- 1997 – Wilde
- 1999 – David Copperfield
- 2000–2011 – Jämna plågor (TV-serie)
- 2001 – Harry Potter och de vises sten
- 2001 – Adrian Mole i cappuccinoåldern (TV-serie)
- 2005–2013 – Poirot (TV-serie), 6 episoder
- 2007 – The Old Curiosity Shop (TV-film)
- 2011 – My Week with Marilyn
- 2013 – Wodehouse in Exile (TV-film)
- 2015 – Mr Selfridge (TV-serie)
- 2019 – Killing Eve (gästroll TV-serie)
- 2025 – Bergerac (TV-serie)

## Priser och utmärkelser
- 1979 – Olivier Award för bästa kvinnliga skådespelare i en nyuppsättning (Once in a Lifetime på Aldwych Theatre)[2]
- 1998 – Olivier Award för bästa kvinnliga skådespelare (Electra på Donmar Warehouse)[3]